# 天主教查谟暨斯利那加教区
天主教查謨暨斯利那加教區 （拉丁語：Dioecesis Iammuensis-Srinagarensis）是羅馬天主教的一個教區，位於印度查謨營。範圍包括整個查謨-克什米爾邦。受德里總教區管轄。
1952年1月17日自拉瓦爾品第教區和拉合爾教區分出，設立克什米爾暨查謨監牧區，1986年3月10日升為教區。現任教區主教為伊万•佩雷拉。2006年有28個堂區、16,260教友、48名司鐸。